# كاشف حركة

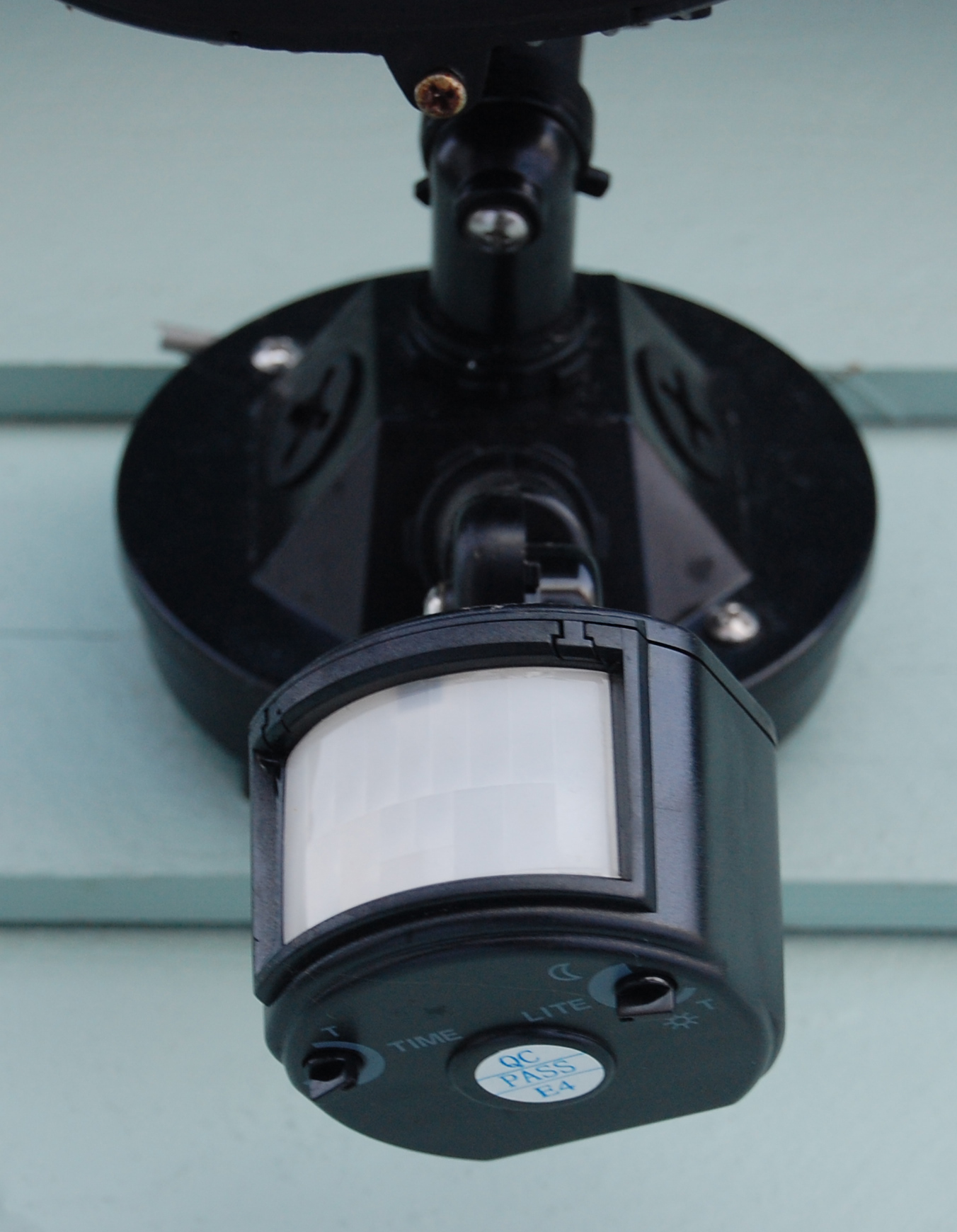

كاشف الحركة هو جهاز يكشف الأجسام المتحركة يعمل بالاشعة تحت الحمراء، وخاصة الأشخاص. وكثيرا ما يتم دمج هذا الجهاز كعنصر من مكونات النظم التي تؤدي مهام تلقائية أو تنبه المستخدم بوجود حركة في منطقة ما. وهي تشكل عنصرا حيويا للأمن، والتحكم الآلي في الإضاءة، والتحكم في المنزل، وكفاءة استخدام الطاقة، وأنظمة أخرى مفيدة.